# Janovská republika
Janovská republika (italsky Repubblica di Genova, ligursky Repúbrica de Zêna, latinsky Res Publica Ianuensis), od roku 1580 celým názvem Nejjasnější janovská republika (italsky Serenissima Repubblica di Genova) byla nezávislá italská republika v Ligurii na severozápadním pobřeží Apeninského poloostrova. Městský stát vznikl v 11. století a díky námořnímu obchodu se časem rozrostl v mocnou námořní republiku a obchodní velmoc konkurující Benátkám, a zanikla pak v roce 1798, kdy na jejím území byla založena Ligurská republika, resp. v roce 1805, kdy bylo území anektováno napoleonskou Francií.

## Historie

### Středověk
Její vznik lze hledat v polovině 11. století, kdy se Janov stal samosprávnou městskou komunou. Ve středověku patřila k nejvýznamnějším obchodním centrům Středomoří a se svými konkurenty – Pisou v 11.–12. století, od níž Janov získal Korsiku a část Sardinie; ve 13.–14. století pak s Benátkami — vedla řadu ozbrojených konfliktů. Byla přezdívána jako „la Superba“, „la Dominante“, „Dominante dei mari“ („dominanta moří“) a „la Repubblica dei magnifici“.

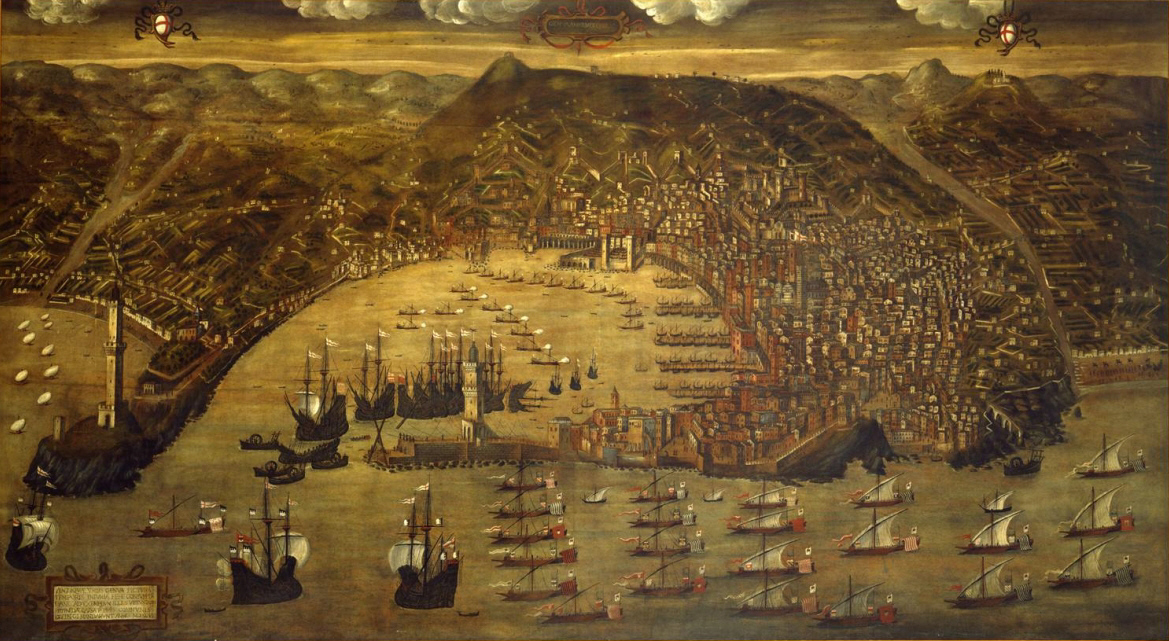
Janov se svou námořní flotou, Christoforo de Grassi, 1597, kopie původního díla z roku 1481, Galata Museo del Mare, Janov

K rozvoji svého vlivu využila především křižáckých tažení a v Levantě založila mnoho svých faktorií. Ve spolupráci s Nikájským císařstvím nabyla velkého vlivu v Egejském moři (např. ostrov Chios jí patřil až do roku 1566) a v Černomoří. Od 13. století v ní vládla oligarchie a roku 1339 byl zřízen úřad dóžete. Janované se účastnili cizích válek jako profesionální žoldnéři využívající své bohaté zkušenosti střelby z kuše.

### Úpadek
V letech 1378–1381 rivalita s Benátkami vyústila v otevřenou válku, ve které byla Janovská republika na hlavu poražena v bitvě u Chioggie a která se stala počátkem pozvolného úpadku. Ten vyvrcholil na počátku 16. století, kdy republika na téměř třicet let ztratila svou nezávislost v souvislosti s francouzsko-španělským soupeřením o nadvládu nad Apeninským poloostrovem.

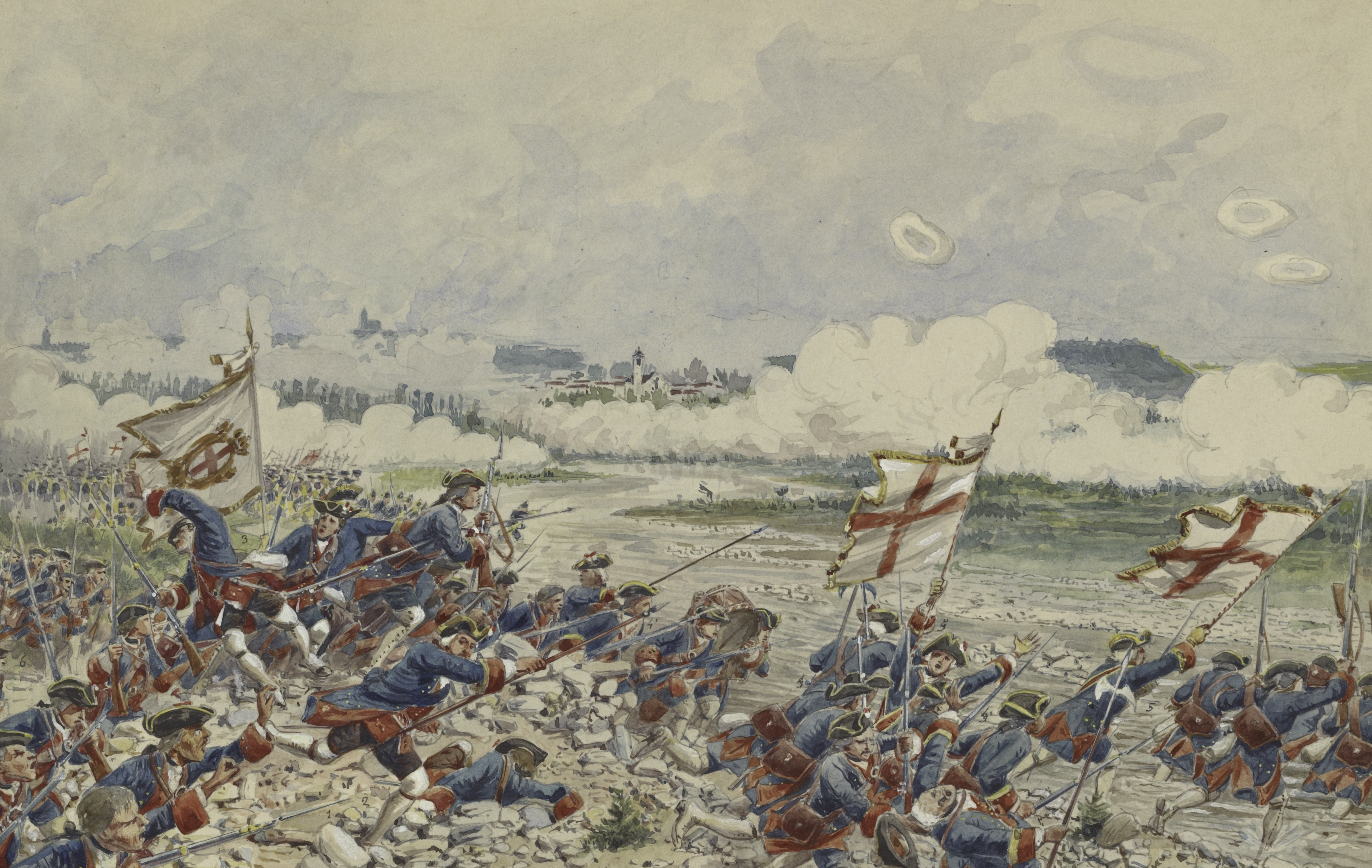
Janovští vojáci během války o rakouské dědictví (1745)

Samostatná vláda oligarchie byla obnovena až v roce 1528, tentokrát ovšem v úzkém spojenectví se Španělskem, jež bylo na vrcholu své imperiální moci. Janovští finančníci patřili k oporám španělského trůnu a podíleli se jak na zámořských výbojích, tak i na potlačování Nizozemské revoluce. Postupný úpadek Španělska jako světové velmoci v 17. a 18. století se projevil i na postavení Janova. V roce 1768 byl nucen prodat Korsiku Francii. 

### Zánik

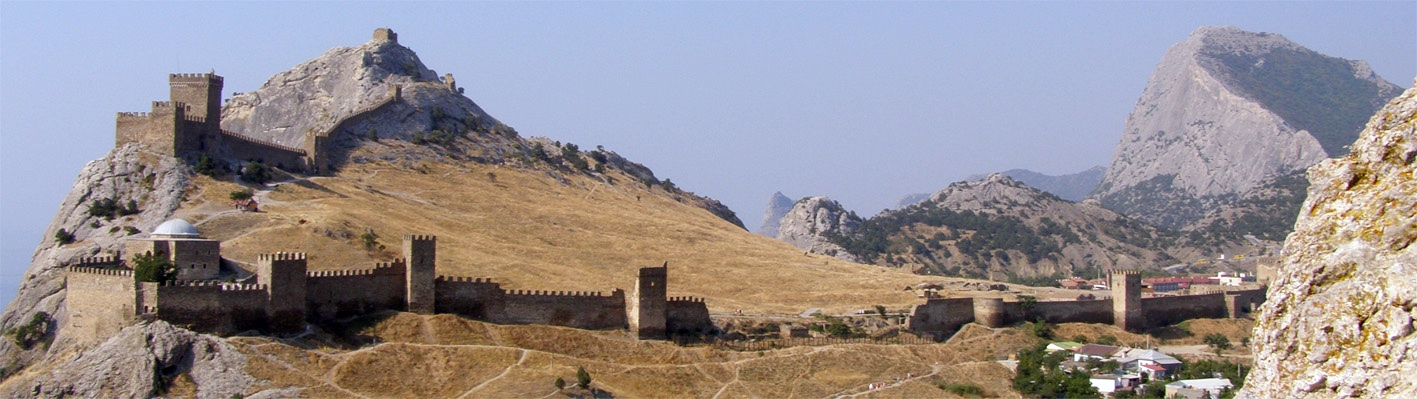
Janovská pevnost v Sudaku na Krymu

V roce 1797 byla republika okupována francouzskými revolučními vojsky, která vyhlásila tzv. Ligurskou republiku jako jeden z obdobných klientských útvarů na italské půdě. Roku 1805 nakonec Napoleon území úplně připojil k francouzskému císařství jako součást Apeninského departamentu. Ačkoli bylo v roce 1814 po porážce Napoleona vyhlášeno obnovení Janovské republiky, bylo její území o rok později oktrojem (rozhodnutím bez souhlasu zastupitelského orgánu) Vídeňského kongresu přiřčeno Sardinskému království, které území připojilo jako Janovské vévodství.